# 羅伯茨鎮區 (明尼蘇達州威爾金縣)
羅伯茨鎮區（英語：Roberts Township）是位於美國明尼蘇達州威爾金縣的一個行政鎮區。

## 地方資料
羅伯茨鎮區的面積為57.68平方千米，皆為陸地。根據2020年美國人口普查的數據，當地共有人口100人，而人口密度為每平方千米1.73人。